# Cassiopée (constellation)
Cassiopeia
Pour les articles homonymes, voir Cassiopée.
Cassiopée est une des 88 constellations du ciel, visible dans l'hémisphère nord. 
C'est une constellation circumpolaire, très facilement reconnaissable grâce à sa forme de « W ». 
Les sommets en sont, d'est en ouest, ε, δ, γ, α et β Cassiopeiae, les cinq étoiles les plus brillantes de la constellation. La pointe centrale du W pointe très approximativement en direction de l'étoile polaire, α Ursae Minoris.

## Histoire
Citée par Aratos de Soles, puis par Ptolémée dans l'Almageste, la constellation représente Cassiopée, la reine d'Éthiopie de la mythologie grecque, femme de Céphée et mère d'Andromède, à côté desquels elle se trouve.
Cette constellation fait partie du groupe de constellations rattachées au mythe d'Andromède.
On dit aussi que, pour châtier son orgueil, la reine a été enchaînée à son trône, condamnée à tourner autour du pôle Nord et parfois de pendre à l'envers de façon très peu digne.

## Observation des étoiles

Constellation de Cassiopée.

Visibilité nocturne de la constellation.

### Repérage de la constellation
La constellation se repère directement par sa forme très caractéristique en « M » ou « W » (suivant la saison). Ces étoiles bien brillantes (mag 2) restent longtemps visibles, et servent elles-mêmes à repérer d'autres constellations.

### Forme de la constellation
Le trône de la reine est bien visible dans la forme générale de la constellation, mais la reine ne l'est guère.

### Alignements remarquables
Cassiopée permet de trouver l'étoile polaire, qui marque le pôle nord. Il n'y a guère besoin de prendre un alignement quelconque, l'étoile polaire (près du bord supérieur de l'illustration) est la seule étoile brillante située dans cette direction. En poursuivant dans le prolongement de cet axe, on tombe sur la constellation de la Grande Ourse, généralement basse sur l'horizon quand Cassiopée est bien visible.
L'alignement du bord droit du « W », entre Caph (β Cas) et Shedar (α Cas), se prolonge vers les pieds d'Andromède, 51 And pour le pied Nord, et finalement Almach (γ And), son pied Sud, tous les deux visibles sur l'illustration. Dans l'autre sens, cet alignement conduit au milieu de la constellation de Céphée, le mari un peu insignifiant de Cassiopée.
L'alignement interne du « W », entre Tsih (γ Cas) et Ruchbah (δ Cas), conduit à l'épaule de Persée, Mirphak (α Per), dans l'alignement formé par γ, α et δ Per.

## Étoiles principales

### Schedar (αCassiopeiae)
α Cassiopeiae (Schedar), la Poitrine en arabe, est l'étoile la plus brillante de la constellation. C'est une géante orange, 42 fois plus grande que le Soleil et 855 fois plus lumineuse. Il semblerait que la fusion de l'hydrogène ait cessé dans son noyau et que celle de l'hélium ait pris le relais.

### Tsih (γCassiopeia)
Bien que située au centre de la constellation, et aussi brillante que les autres, γ Cassiopeia ne possède pas de nom laissé par les civilisations méditerranéennes. En chinois cependant, elle est nommée Tsih, le fouet.
Tsih est une étoile variable éruptive, une étoile bleue de type Be, le « e » signifiant « émission ». Les étoiles de type Be sont des étoiles à rotation très rapide ; Tsih tourne sur elle-même à plus de 300 km/s à l'équateur, 150 fois plus vite que le Soleil, et cette rotation entraîne des pertes de matière : la formation de tores ou de disques autour de l'étoile accompagnée d'une baisse de luminosité, allant parfois jusqu'à 1,5 magnitude.

### Autres étoiles
β Cassiopeiae (Caph, la Paume en arabe) est une étoile variable de la classe Delta Scuti : elle passe de la magnitude 2,25 à 2,31 en seulement 2 heures et demie. Il s'agit également d'une géante en devenir, son enveloppe est en expansion et son noyau en contraction.
η Cassiopeiae (Achird) est une étoile double très proche du système solaire (19 années-lumière). La primaire est très semblable au Soleil (1,28 fois sa masse, de classe G3), la secondaire est un peu plus petite (une naine de classe K, de 0,7 fois la masse du Soleil). Ces deux étoiles orange tournent l'une autour de l'autre en 480 ans à 70 ua.

## Objets célestes

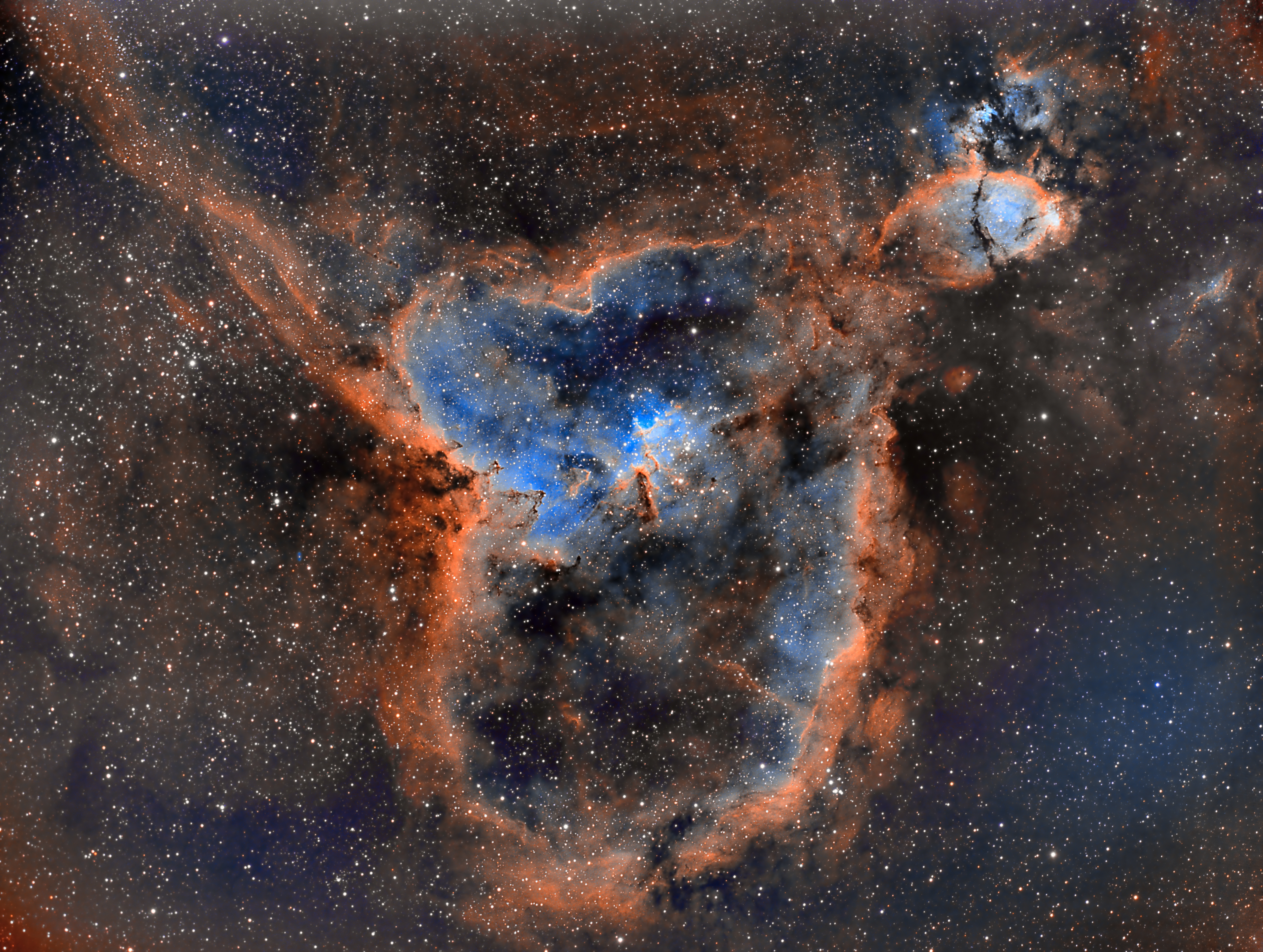
Les nébuleuses en émission IC 1805 et IC 1795 dans la constellation de Cassiopée, sur une photographie de Ram Samudrala, avec une belle nébulosité annulaire. Photo réalisée en 2017.

La constellation héberge NGC 281 (la nébuleuse Pacman), NGC 7635 (nébuleuse de la Bulle),  SNR G107.5-5.2 (nébuleuse des Néréides), et les nébuleuses voisines IC 1805 (nébuleuse du Cœur) et IC 1848 (nébuleuse de l'Âme). Elle comporte entre autres le couple NGC 147 et NGC 185 (galaxies satellites de la Galaxie d’Andromède), l'amas ouvert NGC 7789 (la Rose de Caroline) et M52, qu'on peut trouver en projetant une ligne de α à β Cassiopeiae et en l'étendant sur la même distance à l'ouest, ainsi que d'autres nombreux amas ouverts : NGC 637, NGC 654, NGC 659, NGC 663, NGC 457, NGC 436, NGC 225, NGC 189, liste qui n'est pas exhaustive. La Voie lactée passe par cette région du ciel, ce qui la rend très riche en étoiles.
Cassiopée A est la source radio la plus intense du ciel, et était jusqu'en 2008 considéré comme le reste de supernova le plus jeune de la Voie lactée (ce titre étant actuellement (2016) attribué à SNR G1.9+0.3, âgé d'environ 140 ans).